# Janis y John
Janis y John (título original: Janis et John) es una película franco-española de comedia de 2003, dirigida por Samuel Benchetrit, que a su vez la escribió junto a Gábor Rassov, en la fotografía estuvo Pierre Aïm y los protagonistas son François Cluzet, Sergi López y Marie Trintignant, entre otros. El filme fue realizado por Alquimia Cinema, Canal+ y Cofimage 14; se estrenó el 15 de octubre de 2003.

## Sinopsis
Pablo Sterni, un humilde agente de seguros, tiene una vida insignificante. Para poder llegar a fin de mes, estafa a Cannon mintiéndole, le dice que su suntuoso auto de colección está asegurado. Al vehículo lo roban, después lo encuentran bastante destruido, Pablo debe pagar el costo del arreglo, más de 75 000 euros, o si no irá preso. La única opción que ve es su primo, él heredó más de 150 000 euros, quien, desde hace tres décadas, está bajo la influencia del LSD y el culto a Janis Joplin y John Lennon. Pablo se la rebusca para convencer a su primo de que sus ídolos han vuelto. Para representarlos cuenta con su mujer y con un actor en paro.